# Fanda (Cameroun)
Pour les articles homonymes, voir Fanda.
Fanda est dans la commune du Nord makombe et non ndobiang car ndobiang lui même est un village au même niveau que Fanda
Fanda est un village du Canton Tongo situé dans le département du Nkam au Cameroun et dans l' Arrondissement du  Nord makombe, il faut rappeler que les ressortissants de  ce village ont l’appellation NDJEUKOUA il est localisé à 22 km de Nkondjock, sur la piste piétonne qui lie Nkondjock à Tongo. les villages limitrophes de fanda par le nord ngoma-bakoua.

## Population et environnement
En 1967, le village de Fanda  avait 168 habitants. La population est essentiellement composée des Bakwa. La population de Fanda était de 122 habitants dont 62 hommes et 60 femmes, lors du recensement de 2005. 